# 農民工子弟學校

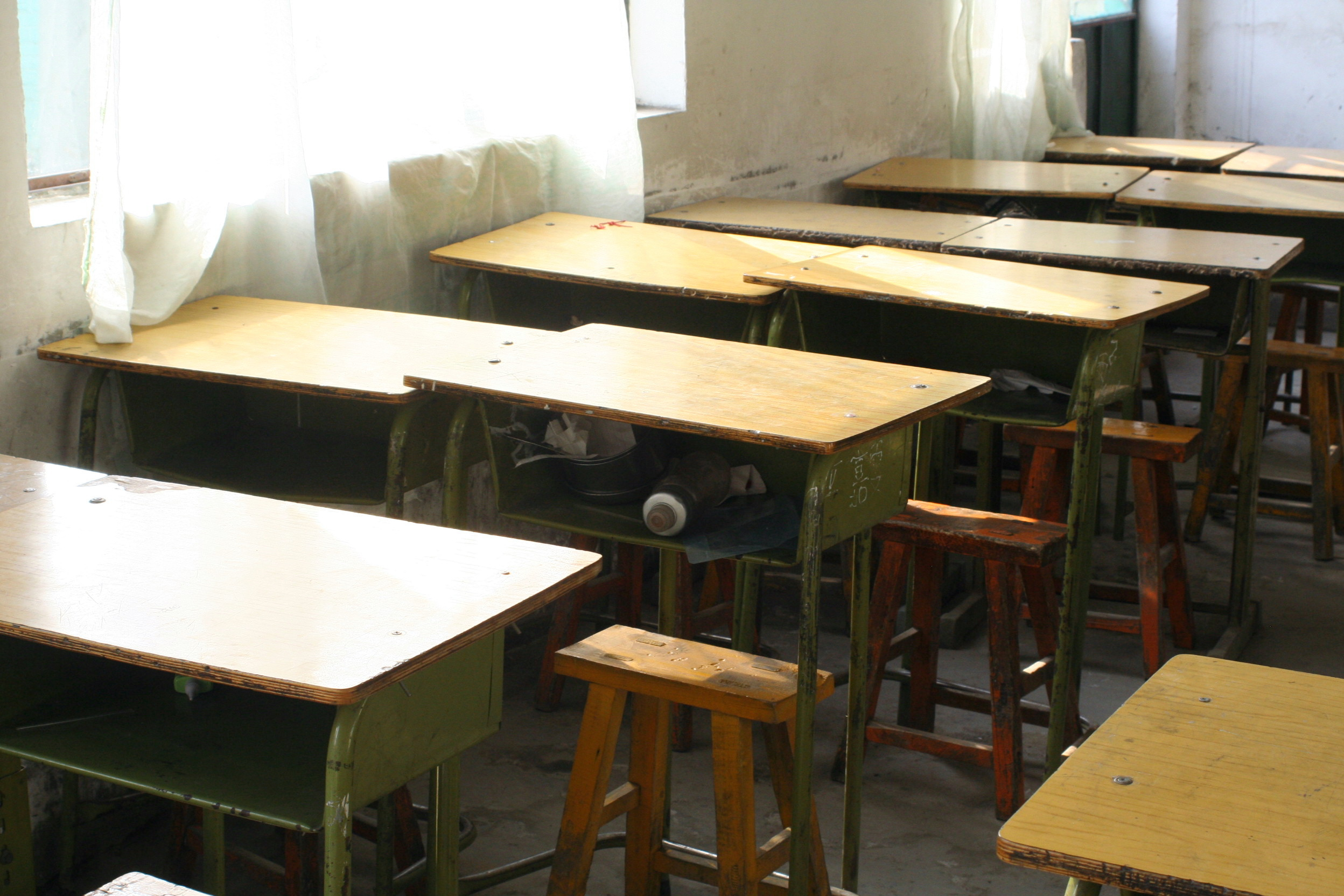
北京一所農民工子弟學校的教室

農民工子弟學校，亦稱爲打工子弟學校，是指中國大陸招收在當地農民工子女的簡易中小學校。因學童入學與戶籍制度掛鉤，無當地戶口的農民工子女無受教權，只能將子女送入農民工子弟學校就或返鄉就讀。

## 相關背景簡述
中國大陸的學童入學與戶籍制度掛鉤，進入城市工作的農民工及其子女並無城市戶籍，雖然部分城市政策允許無城市戶籍學童入學，但限制複雜，部分學校會加收借讀費等費用，無法滿足基本受教權。因此私人農民工子弟學校出現創立之需求，通常爲私立民營機構，租用民房或廢棄廠房作為校舍，招收學員主要為在城市無戶籍的民眾及其子女。。
農民工子弟學校通常是私人創辦，大多未獲辦學許可，普遍具校舍環境差、班級秩序差、教師水準低等問題。史丹佛大學的研究指出，在農民工子弟學校就讀的學生並未獲得良好的教育品質。學生易中輟並進入就業市場工作。即使仍接受教育，也因政策問題而只能在城市接受技職教育或回戶籍地就讀高中，成為留守兒童。有評論認爲，就讀農民工子弟學校的學生難以接受良好教育，大都只能和父母一樣從事低收入工作。

## 地方政府介入
由於土地所有權問題、辦學品質低落問題，以及城市管理政策的反覆變化，農民工子弟學校常被拆除、關閉或取締。在2006年、2011年，以及2017年冬，北京市政府曾大量關閉農民工子弟學校，而上海市政府將農民工子弟學校整併為公立學校。。